# Пауерс-Лейк (Північна Дакота)
Пауерс-Лейк (англ. Powers Lake) — місто (англ. city) в США, в окрузі Берк штату Північна Дакота. Населення — 385 осіб (2020).

## Історія
Місто було засноване 1909 року.

## Географія

Положення міста на мапі округу Берк

Місто розташоване за 31 км на південь від столиці округу Берк, міста Бовбеллс. Клімат вологий континентальний, з спекотним літом та холодною зимою.
Пауерс-Лейк розташований за координатами 48°33′49″ пн. ш. 102°38′36″ зх. д. / 48.56361° пн. ш. 102.64333° зх. д. (48.563607, -102.643440).  За даними Бюро перепису населення США в 2010 році місто мало площу 3,20 км², з яких 2,56 км² — суходіл та 0,63 км² — водойми. В 2017 році площа становила 4,10 км², з яких 3,46 км² — суходіл та 0,64 км² — водойми.

## Демографія
Згідно з переписом 2010 року, у місті мешкало 280 осіб у 137 домогосподарствах у складі 76 родин. Густота населення становила 88 осіб/км².  Було 172 помешкання (54/км²).
Расовий склад населення:
| - 98,2 % — білих - 1,1 % — корінних американців - 0,4 % — азіатів |

До двох чи більше рас належало 0,4 %. Частка іспаномовних становила 1,1 % від усіх жителів.
За віковим діапазоном населення розподілялося таким чином: 18,9 % — особи молодші 18 років, 55,7 % — особи у віці 18—64 років, 25,4 % — особи у віці 65 років та старші. Медіана віку мешканця становила 47,5 року. На 100 осіб жіночої статі у місті припадало 90,5 чоловіків;  на 100 жінок у віці від 18 років та старших — 90,8 чоловіків також старших 18 років.
Середній дохід на одне домашнє господарство  становив 64 655 доларів США (медіана — 37 750), а середній дохід на одну сім'ю — 74 155 доларів (медіана — 50 750). За межею бідності перебувало 12,4 % осіб, у тому числі 7,8 % дітей у віці до 18 років та 19,7 % осіб у віці 65 років та старших.
Цивільне працевлаштоване населення становило 198 осіб. Основні галузі зайнятості: сільське господарство, лісництво, риболовля — 22,7 %, роздрібна торгівля — 21,7 %, освіта, охорона здоров'я та соціальна допомога — 17,2 %.